# فرانچسکو پراتالی
فرانچسکو پراتالی (انگلیسی: Francesco Pratali؛ زادهٔ ۱۷ ژانویهٔ ۱۹۷۹) بازیکن فوتبال اهل ایتالیا است.
از باشگاه‌هایی که در آن بازی کرده‌است می‌توان به باشگاه فوتبال لودیجیانی کالچو، باشگاه فوتبال روبور سیه‌نا، باشگاه فوتبال تورینو، و باشگاه فوتبال امپولی اشاره کرد.